# Selysioneura cervicornu
Selysioneura cervicornu – gatunek ważki z rodziny Isostictidae.